# Pierre Habumuremyi
Pierre Habumuremyi, né le 21 février 1961 à Ruhondo, est un homme politique rwandais, ancien universitaire, ancien ministre de l'Éducation et Premier ministre du 7 octobre 2011 au 23 juillet 2014. Il succède à Bernard Makuza puis il est remplacé par Anastase Murekezi.